# Человек, который не спит
«Человек, который не спит» — фантастический рассказ известного русского советского писателя-фантаста Александра Беляева из цикла «Изобретения профессора Вагнера». Опубликован в 1926 году.

## История
В 1923 году Беляев переехал из Ялты в Москву, где и появились его первые литературные произведения, такие как «Голова профессора Доуэля» или «Белый дикарь». Рассказ «Человек, который не спит» был впервые опубликован в сборнике «Голова профессора Доуэля» (М., «ЗиФ», 1926) вместе с продолжением «Гость из книжного шкафа». Эти рассказы стали первыми произведениями цикла «Изобретения профессора Вагнера», который продолжается до 1935 года.

## Сюжет
В одном из московских домов начинают пропадать собаки. Под подозрение попадает странный жилец — профессор Вагнер, который не спит по ночам и вообще ведёт себя очень необычно. На суде выясняется, что Вагнер крал собак для своих опытов по преодолению сна. В результате суда и появившейся позже заметки в «Известиях» научные достижения Вагнера, который нашёл способ преодолеть необходимость спать, попали в центр внимания. Германская радикальная организация «Диктатор», испугавшись огромных преимуществ, которые может получить Советская Россия при использовании открытий Вагнера, обманным путём выкрадывает его. Им удаётся уговорить профессора производить пилюли с антигипнотоксином, позволяющие человеку быть активным круглые сутки. Вопреки надеждам профессора о использовании пилюль на благо общества заговорщики используют их для обогащения и фактически становятся хозяевами страны. Однако Вагнер, совершенно изолированный от окружающего, находит способ обмануть тюремщиков и по собранному радио узнаёт об ужасных последствиях использования своего изобретения. Когда в очередную партию пилюль он не добавляет активного компонента, практически всё население Германии засыпает, не получив очередной порции антитоксина. Пользуясь этим, Вагнер находит способ убежать из заточения и на самолёте покинуть Германию.

### Изобретения профессора Вагнера
В этом рассказе описано несколько изобретений профессора Вагнера:
- Вагнер создал устройство из шлангов с клапанами, с помощью которого мог дышать свежим воздухом, не выходя из дома.
- Чтобы больше работать, Вагнер научился работать отдельно каждым мозговым полушарием и смотреть глазами в разные стороны, подобно хамелеону. В результате он мог заниматься двумя предметами одновременно, например, писать два научных исследования на разные темы.
- Считая сон человека болезнью, вызванной накоплением гипнотоксинов, Вагнер нашёл противоядие — антигипнотоксины. С помощью этого он поборол сон и больше не нуждался в нём. Отсюда и название рассказа — «Человек, который не спит».
- Для борьбы с усталостью, которую Вагнер считает болезненным явлением, как и сон, он нашёл способ бороться с токсинами, вырабатываемыми мышцами, кенотоксинами. С помощью противоядия ретардина Вагнер победил усталость.

### Особенности сюжета
- После побега Вагнера из своей тюрьмы оказалось, что всё это время он находился в центре Берлина, на Königstraße.
- Из Германии в Советскую Россию Вагнер бежит на самолете, который захватил с помощью двух немецких рабочих-коммунистов Карла и Адольфа, не уснувших потому, что у них не было денег на покупку чудесных пилюль.

## Персонажи
- Шмеман — соседка по дому профессора Вагнера
- Жуков — председатель жилищного товарищества
- Кротов — секретарь правления жилищного товарищества
- Фима — экономка профессора Вагнера
- Иван Степанович Вагнер — профессор Московского университета
- Горев — корреспондент «Известий»
- Гольдзак — банкир, член германской политической организации «Диктатор»
- Герман Таубе — немецкий шпион, член клуба «Диктатор»
- Генрих Брауде — тюремщик Вагнера
- Карл, Адольф — немецкие рабочие